# Hakea scoparia
Hakea scoparia är en tvåhjärtbladig växtart. Hakea scoparia ingår i släktet Hakea och familjen Proteaceae.

## Underarter
Arten delas in i följande underarter:
- H. s. scoparia
- H. s. trycherica